# Nishiwaki
Nishiwaki è una città giapponese della prefettura di Hyōgo.